# Григорий Луков
Григорий Дамянович Луков (на руски: Григо́рий Демья́нович Лу́ков) е виден съветски и украински психолог, ученик на Алексей Леонтиев и влизащ в състава на Харковската група, където развива психологическите изследвания на детски игри.
Участва във Втората световна война, а след това се премества от Харков в Санкт Петербург. Луков е голям специалист в областта на военната психология и от 1957 я преподава във Военно-политическата академия в Санкт Петербург.

## Основни публикации
- Луков Г. Д. Об осознании ребёнком речи в процессе игры. Канд. дисс., Харьков [Ленинград ?], 1937
- Луков Г. Д. Осознание детьми речи в процессе игры [Об осознании ребенком речи в процессе игры — ?]. — Учен. зап. Харьковского пед. ин-та, 1939, т. 1, с. 65-103
- Запорожец А. В., Луков Г. Д. Про розвиток міркування у дитини молодшого віку (Развитие рассуждений у ребёнка младшего школьного возраста). — „Научные записки Харьковского педагогического института“, 1941, т. IV(sic- VI?) 139—150 — In English: The development of reasoning in young children, Soviet psychology, 18(2), 1979, 47-66; idem in Journal of Russian and East European Psychology, 2002, 40(4), 30-46
- Луков Г. Д. Психология: Очерки по вопросам обучения и воспитания советских воинов.— М., Воениздат, 1960.